# Hipopotam
Hipopotam (Hippopotamus) – rodzaj ssaków parzystokopytnych z podrodziny Hippopotaminae w obrębie z rodziny hipopotamowatych (Hippopotamidae).

## Rozmieszczenie geograficzne
Rodzaj obejmuje jeden współcześnie występujący gatunek występujący w Afryce.

## Morfologia
Długość ciała 290–355 cm, ogona 40–56 cm, wysokość w kłębie 150–165 cm; masa ciała 1000–4500 kg.

## Systematyka
Rodzaj zdefiniował w 1758 roku szwedzki przyrodnik Karol Linneusz w 10 wydaniu Systema Naturae, publikacji swojego autorstwa poświęconej klasyfikacji zwierząt, roślin i minerałów. Linneusz wymienił dwa gatunki – Hippopotamus amphibius Linnaeus, 1758 i Hippopotamus terrestris Linnaeus, 1758 – z których gatunkiem typowym jest (Linneuszowska tautonimia) Hippopotamus amphibius Linnaeus, 1758.

### Etymologia
- Hippopotamus (Hippopothamus, Hippotamus, Hyppopotamus): gr. ιπποποταμος ippopotamos ‘hipopotam’, od ἱππος hippos ‘koń’; ποταμος potamos ‘rzeka’[15].
- Tetraprotodon (Tetraproctodon): gr. τετρα- tetra- ‘czworo-’, od τεσσαρες tessares ‘cztery’; πρωτο- prōto- ‘pierwszy’; οδους odous, οδων odōn ‘ząb’[16]. Gatunek typowy: autorzy wymienili pięć gatunków – Hippopotamus amphibius Linnaeus, 1758, †Hippopotamus antiquus A.G. Desmarest, 1822, †Hippopotamus minor A.G. Desmarest, 1822, †Hippopotamus medius A.G. Desmarest, 1822 i †Hippopotamus minimus A.G. Desmarest, 1822 – z których gatunkiem typowym jest (późniejsze oznaczenie) Hippopotamus amphibius Linnaeus, 1758.
- Hippoleakius: rodzaj Hippopotamus Linnaeus, 1758; Louis Seymour Bazett Leakey (1903–1972), kenijski paleoantropolog i archeolog[7]. Gatunek typowy (oryginalne oznaczenie): †Hippopotamus gorgops Dietrich, 1928.
- Prechoeropsis: łac. prae ‘przed’; rodzaj Choeropsis Leidy, 1853][8]. Gatunek typowy (oryginalne oznaczenie): †Prechoeropsis pharaohensis Deraniyagala, 1948.
- Trilobophorus: gr. τρι- tri- ‘trój-’, od τρεις treis, τρια tria ‘trzy’; λοβος lobos ‘płatek’; -φορος -phoros ‘noszący’, od φερω pherō ‘nosić’[9]. Gatunek typowy (oryginalne oznaczenie): †Trilobophorus afarensis Gèze, 1985.

### Podział systematyczny
Do rodzaju należą współczesne gatunki:
| Grafika | Gatunek                       | Autor i rok opisu   | Nazwa zwyczajowa        | Podgatunki         | Rozmieszczenie geograficzne | Podstawowe wymiary                               | Status IUCN |
| ------- | ----------------------------- | ------------------- | ----------------------- | ------------------ | --- | ------------------------------------------------ | ----------- |
|         | Hippopotamus amphibius        | Linnaeus, 1758      | hipopotam nilowy        | gatunek monotypowy | rozproszone lokalizacje w całej Czarnej Afryce; wcześniej występował nieprzerwanie w całej Czarnej Afryce i wzdłuż rzeki Nil; zakres wysokości: 0–2000 m n.p.m. | DC: 290–505 cm DO: 40–56 cm MC: 1000–4500 kg     | VU          |
|         | Hippopotamus lemerlei         | A. Grandidier, 1868 | hipopotam malgaski      | gatunek monotypowy | endemit Madagaskaru: wybrzeża do nizin południowej części wyspy                                                                                                 | DC: około 200 cm DO: brak danych MC: brak danych | EX          |
|         | Hippopotamus madagascariensis | Guldberg, 1883      | hipopotam madagaskarski | gatunek monotypowy | endemit Madagaskaru: szczątki kopalne znaleziono głównie w centralnej, wyżynnej części wyspy                                                                    | DC: 150–200 cm DO: brak danych MC: 170–250 kg    | EX          |

Kategorie IUCN:  VU  – gatunek narażony,  EX  – gatunek wymarły.
Opisano również gatunki wymarłe w czasach prehistorycznych:
- Hippopotamus aethiopicus Coryndon & Coppens, 1975[23] (Afryka; pliocen–plejstocen).
- Hippopotamus afarensis (Gèze)[9] (Afryka; neogen).
- Hippopotamus andrewsi Arambourg, 1947[24] (Afryka; środkowy pliocen).
- Hippopotamus antiquus Desmarest, 1822[25] (Europa; wczesny i środkowy plejstocen).
- Hippopotamus creutzburgi Boekschoten & Sondaar, 1966[26] (Europa; plejstocen).
- Hippopotamus dulu (Boisserie, 2004)[27] (Afryka; wczesny pliocen).
- Hippopotamus gorgops Dietrich, 1928[28] (Afryka; plejstocen).
- Hippopotamus kaisensis Hopwood, 1926[29] (Afryka; plejstocen).
- Hippopotamus karumensis (Coryndon, 1977)[30] (Afryka; plejstocen).
- Hippopotamus laloumena Faure & Guérin, 1990[31] (Madagaskar; holocen)
- Hippopotamus melitensis Forsyth Major, 1902[32] (Madagaskar)
- Hippopotamus minor Desmarest, 1822[25] (Europa; plejstocen).
- Hippopotamus pentlandi C.E.H. Meyer, 1832[33] (Europa; plejstocen).
- Hippopotamus pharaohensis (Deraniyagala, 1948)[8] (Afryka; plejstocen).
- Hippopotamus protamphibius Arambourg, 1944[34] (Afryka; plejstocen).